# لديك بريد (فلم)
لديك بريد (بالإنجليزية: You've Got Mail) هو فيلم رومانسي من بطولة الممثلين الأمريكيين توم هانكس وميغ رايان ، يتحدث الفيلم عن علاقة بائعة الكتب البسيطة المثقفة والمنافس التجاري لمحل الكتب المتواضع الخاص بها والذي ورثته عن أمها، وفي النهاية وبعد أحداث طريفة جداً، يقعان في علاقة حب بسبب البريد الإلكتروني. انتج الفيلم عام 1998 م.

## وصلات خارجية
- لديك بريد على موقع IMDb (الإنجليزية)
- لديك بريد على موقع ميتاكريتيك (الإنجليزية)
- لديك بريد على موقع الموسوعة البريطانية (الإنجليزية)
- لديك بريد على موقع روتن توميتوز (الإنجليزية)
- لديك بريد على موقع نتفليكس (الإنجليزية)
- لديك بريد على موقع قاعدة بيانات الأفلام العربية
- لديك بريد على موقع ألو سيني (الفرنسية)
- لديك بريد على موقع Turner Classic Movies (الإنجليزية)
- لديك بريد على موقع أول موفي (الإنجليزية)
- لديك بريد على موقع بوكس أوفيس موجو (الإنجليزية)